# Будівля міщанської управи (Вороніж)
Будівля міщанської управи (рос. Здание мещанской управы) — пам'ятка архітектури у Воронежі.
Спочатку — будинок фабриканта С. А. Савостьянова, з 1850 — магістрат, з 1870 — міщанська управа.
Будівля є рідкісний для провінції зразок чистого класичного стилю, що затверджувався в російській архітектурі в 1860-х — на початку 1870-х. Дослідник провінційної архітектури початку XX ст. Г. Лукомський вважав, що автором був видатний архітектор Антоніо Рінальді. У трактуванні фасадів багато спільного з Мармуровим палацом, але документально це не підтверджено.
Будинок триповерховий. На фасадах — лопатки, поверхові карнизи, ліпні рослинні гірлянди тощо. Третій невисокий поверх відокремлений від двох перших широким карнизом і фризом, прикрашеним хвилею, що біжить.
Після ІІ світової війни під час відновлення став житловим будинком із 12 квартирами.
У 1984 в ньому розмістилася філія музею Нікітіна, обласна письменницька організація та редакція журналу «Підйом».